# Adrie de Vries
Adrie de Vries (Heerlen, 27 juli 1969) is een Nederlandse professionele jockey van Engelse volbloeds en Arabische volbloeds.
Hij begon zijn carrière in 1985 bij Math Snackers en reed zijn eerste winnaar in Wassenaar op Duindigt met Go Go en was in de jaren hierna 12 keer Nederlands kampioen, deze successen behaalde hij veelal in dienst van trainer Jan Pubben, met in totaal 623 overwinningen.
Hij is al jaren actief in Duitsland waarbij hij in de periode 2009–2013 hij als 1ste jockey in dienst was van Gestüt Schlenderhan. In 2014 werd hij Duits kampioen veelal in dienst van Peter Schiergen. In 2015 was hij freelancer. In 2016 – 8.2019 was hij als 1ste jockey in dienst van trainer Markus Klug van o.a. Gestüt Röttgen, Hierna was hij actief voor Yasmin Almenräder.
Momenteel is hij nu actief als freelancer. Hij heeft hierbij voor diverse trainers al 1401 overwinningen op zijn naam staan.
Buiten het West-Europese seizoen is hij al jaren actief in het Midden-Oosten alwaar hij in Qatar twee kampioenschappen behaalde (2008-09) (2009-10), zijn totaal aantal behaalde overwinningen in het Midden-Oosten komt hierbij op ca. 462.
Zijn 2200ste carrière zege boekte hij op 12 april 2019 te Meydan in de Verenigde Arabische Emiraten met The Great Collection van Trainer Doug Watson.

## Groepsoverwinningen

### Nederland
- Nederlandse Derby - (5) - Roy (1991), Watermill Seven (1995), Laiandros (1996), Hypros (1997), Timm’s Cassandra (1999)

### België
- Sheikh Zayed Al Nahyan Cup, Gr.3 PA - (1) -Lightning Bolt (2018)

### Duitsland
- Almased-Cup (Hamburg Trophy), Gr.3 - (1) -Bermuda Reef (2014)
- Badener Meile Gruppe, Gr.2 - (1) -Nica (2020)
- Badener Meile Gruppe, Gr.3 - (3) -Wiesenpfad (2008), Alianthus (2011), Calif (2023)
- Baden-Württemberg-Trophy, Gr.3 - (2) -Ever Strong (2014), Only the Brave (2021)
- Bavarian Classic, Gr.3 - (2) -Lambo (2021), Lavello (2022)
- Benazet-Rennen, Gr.3 - (3) -Lucky Strike (2004) (2005) (2007)
- Betty Barclay-Rennen, Gr.3 - (2) -Bussoni (2006) (2007)
- Deutsches Derby, Gr.1 - (1) -Weltstar (2018)
- Diana-Trial, Gr.2 - (2) -Longina (2014), Akribie (2019)
- Diana-Trial der BEST PLACE Immobilien, Gr.3 - (1) -Lady Charlotte (2025)
- Dr. Busch-Memorial, Gr.3 - (3) -Aspectus (2006), Irian (2009), Lindenthaler (2011)
- Franz-Günther von Gaertner-Gedächtnisrennen - (Hamburger Meile), Gr.3 - (3) -Alianthus (2011),  Calyxa (2014), Odeliz (2015)
- Frühjahrsmeile, Gr.3 - (2) -Alianthus (2012), Global Thrill (2013)
- Gerling-Preis, Gr.2 - (3) -Atempo (2012), Ivanhowe (2014), Dschingis Secret (2017)
- German 1000 Guineas, Gr.2 - (4) -Kali (2010), Lancade (2020), Darnation (2024), Lady Ilze (2025)
- German 2000 Guineas, Gr.2 - (1) -Precious Boy (2008)
- Goldene Peitsche, Gr.2 - (1) -Son Cesio (2017)
- Grand Prix-Premiere, Gr.3 - (1) -Illo (2011)
- Grosse Europa Meile, Gr.2 - (2) -Precious Boy (2008), Alianthus (2010)
- Grosse Preis von Baden. Gr.1 - (1) -Getaway (2009)
- Grosser Dallmayr-Preis-Bayerisches Zuchtrennen ausgetragen seit 1866, Gr.1 - (1) -Calif (2024)
- Grosser Hansa-Preis, Gr2 - (1) -Augustus (2025)
- Grosser Mercedes-Benz-Preis, Gr.2 - (1) -Prince Flori (2007)
- Grosser Preis der Landeshauptstadt Düsseldorf, Gr.3 - (3) -Alianthus (2010), Marshmallow (2021), Best Lightning (2024)
- Grosser Preis der rp Gruppe, Gr.2 - (1) -Kaspar (2021)
- Grosser Preis der Wirtschaft, Gr.3 - (3) -Wiesenpfad (2008), Degas (2018), Parol (2022)
- Grosser Preis des Volkswagen Zentrum Nordrhein, Gr.3 - (1) -Alianthus (2011)
- Grosser Preis von Audi Zentrum Hannover, Gr.2 - (1) -Sir Oscar (2012)
- Grosser Preis von Berlin, Gr.1 - (1) -Dschingis Secret (2017)
- Grosser Preis von Hamburg, Gr.3 - (1) -Devastar (2018)
- Holsten-Trophy, Gr.3 - (1) -Lucky Strike (2004)
- Japan Racing Association Derby-Trial, Gr.3 - (1) -Juwelier (2025)
- Kölner Herbst-Stuten-Meile, Gr.3 - (1) -Turning Light (2006)
- Lotto-Trophy, Gr.3 - (1) -Lucky Strike (2005)
- Mehl-Mülhens-Trophy, Gr.3 - (1) -Virginia Joy (2020)
- Pferdewetten-Preis, Gr.3 - (1) -Lucky Strike (2005)
- Preis der Deutschen Einheit, Gr.3 - (1) -Pastorius (2012)
- Preis der Mitglieder des Hamburger Renn-Clubs (Hamburger Flieger Preis), Gr.3 - (1) -Amarillo (2014)
- Preis der Sparkassen-Finanzgruppe, Gr.3 - (1) -Wiesenpfad (2007)
- Preis der Winterkönigin, Gr.3 - (4) -Djumama (2010), Dhaba (2015),  Well Spoken (2016), Rock My Love (2017)
- Preis des Winterfavoriten, Gr.3 - (4) -Aspectus (2005), Precious Boy (2007), Erasmus (2017), Sea Bay (2021)
- Preis von Europa, Gr.1 - (3) -Meandre (2013), Empoli (2014), Windstoß (2017)
- Rheinland-Pokal, Gr.1 - (2) -Campanologist (2010), Empolie (2014)
- Silberne Peitsche, Gr.3 - (1) -Lucky Strike (2007)
- St.Leger, Gr.3 - (2) -Virginia Sun (2015), Aff un zo (2021)
- T. von Zastrow Stutenpreis, Gr.3 - (1) -Lacy (2014)
- The President of the UAE Challenge Derby, Gr.2 PA - (1) -Somra (2007)
- Union-Rennen, Gr.2 - (6) -Wiener Waltzer (2009),  Arigo (2011), Ivanhowe (2013), Shimrano (2015), Weltstar (2018), Narrativo (2024)
- Zukunftsrennen, Gr.3 - (1) -Narella (2017)

### Frankrijk
- Arabian Trophy des Juments, Gr.1 PA - (1) -Samima (2013)
- International Coupe d'Europe, Gr.1 PA - (1) -Drug (1990)
- Prix Chloé, Gr.3 - (1) -Wunder (2014)
- Prix de la Porte Maillot, Gr.3 - (1) -Lucky Strike (2003)
- Prix Foy, Gr.2 - (1) -Dschingis Secret (2017)
- Prix Jean Romanet , Gr.1 - (1) -Odeliz (2015)

### Italië
- Gran Premio di Milano, Gr.3 - (1) -Arnis Master (2025)
- Oaks d'Italia, Gr.1 - (1) -Gyreka (2005)
- Premio Carlo Vittadini, Gr.3 - (1) -Arnis Master (2023)
- Premio Dormello, Gr.3 - (1) -Scoubidou (2006)
- Premio Lydia Tesio, Gr.1 - (1) -Odeliz (2015)

### Verenigd Koninkrijk
- Shadwell Dubai International Stakes, Gr.1 PA - (1) -Djet Taouy (2013)
- Tercentenary Stakes, Gr.3 - (1) -Energizer (2012)
- The President Of The UAE Cup, Gr.1 PA - (1) -Lightning Bolt (2016)

### Bahrein
- Al Methaq Mile, Grd.2 - (1) -Balestra (2021)
- Aluminium Bahrain (Alba Cup), Grd.1 - (1) -New Show (2020)
- Bahrain Derby, Grd.1 - (1) -Al Tariq (2020)
- Bahrain Gold Cup, Grd.1 - (2) -William Blake (2012), Tawaareq (2023)
- Bahrain Silver Cup, Grd.2 - (1) -Unex El Greco (2013)
- Batelco Cup, Grd.2 - (1) -Al Tariq (2020)
- H.H.SH. Hamad Bin Nasser Al Khalifa Cup, Grd.2 - (1) -Gomati (2020)
- H.H.SH. Khalid Bin Hamad Al Khalifa Cup, Grd.1 - (1) -Port Lions (2019)
- H.H.SH. Khalid Bin Hamed Al Khalifa Cup 3, Grd.3 - (1) -Mr.Tango (2012)
- H.H.SH. Nasser Bin Hamed Al Khalifa Cup, Grd.3 - (1) -Mr.Tango (2012)
- H.H.SH. Sultan Bin Hamed Al Khalifa Cup, Grd.2 - (1) -William Blake (2011)
- His Majesty King Hamad Bin Isa Al Khalifa Cup King of Kingdom of Bahrain, Grd.1 - (3) -Blue's Bass Billy (2012), Al Tariq (2020), Pulsar (2022)
- His Majesty King Hamad Bin Isa Al Khalifa Cup King of Kingdom of Bahrain, (Imported) Grd.1 - (1) -Glen Force (2021)
- His Royal Highness Prince Salman Bin Hamad Al Khalifa Cup, Grd.1 - (1) -Pulsar (2020)
- His Royal Highness Prince Salman Bin Hamad Al Khalifa Cup, (Imported) Grd.1 - (1) -Port Lions (2020)
- His Royal Highness Prince Salman Bin Hamad Al Khalifa The Crown Prince Cup, Grd.1 - (1) -Blue's Bass Billy (2012)
- Irish Thoroughbred Marketing Cup, Grd.2 - (1) -Balestra (2020)
- Stewards Cup, Grd.3 - (1) -African Blue (2011)
- The Arabian Horse Equestrain Services Cup, Grd.3 - (1) -Howdigo (2011)

### Qatar
- Al Biddah Mile, Gr.2 - (1) -Mr Scaramanga (2017)
- H.H.SH. Mohammed Bin Khalifa Al Thani Trophy, Gr.2 -(1) -Noor Al Hawa (2019)
- H.H. The Emir's Sword, Gr.1 PA - (1) -Mared Al Sahra (2008)
- H.H. The President Cup, Gr.1 PA - (1) -Abu Alabyad (2015)
- Qatar 2022 Invitation Cup, Gr.3 - (1) -Roi De Vitesse (2014)
- Qatar Derby, Gr.1 - (1) -Noor Al Hawa (2016)
- Qatar Gold Sword, Gr.2 PA - (1) -TM Thunder Struck (2016)
- Qatar International Cup Thoroughbred, Gr.2 - (1) -Flying Destination (2012)
- Qatar International Invitational Cup, Gr.1 - (1) -Joshua Tree (2011)
- Thoroughbred Derby Trail International, Gr.2 - (1) -Brittany (2011)
- Thoroughbred Guineas, Gr.3 - (1) -Ladyanne (2011)

### Verenigde Arabische Emiraten
- Abu Dhabi Championship, Gr.3 - (2) -Jamr (2014), Light The Lights (2018)
- Al Ain Mile, Gr.3 PA - (1) -Hiab Al Zaman (2025)
- Al Maktoum Challenge R1, Gr.1 PA - (4) -Brraq (2021), RB Rich Lyke Me (2022) (2023) (2023)
- Al Maktoum Challenge R2, Gr.1 PA - (1) -Richlore (2015)
- Al Maktoum Challenge R2, Gr.2 - (1) -Salute The Soldier (2021)
- Al Maktoum Challenge R3, Gr.1 - (2) -Salute The Soldier (2021) (2023)
- Arabian Triple Crown R2, Gr.3 PA - (1) -Ottoman (2021)
- Bas Yas, Gr.3 PA - (1) -RB Rich Lyke Me (2021)
- Burj Nahaar, Gr.3 - (2) -Salute The Soldier (2020), Desert Wisdom (2022)
- Dubai City Of Gold, Gr.2 - (1) -Prize Money (2017)
- Dubai Kahayla Classic, Gr.1 PA - (2) -Jaafer (2010), TM Fred Texas (2012)
- Emirates Championship, Gr.1 PA - (2) -Periander (2011), HM Alchahine (2025)
- Firebreak Stakes, Gr.3 - (1) -King Gold (2025)
- H.H. The Presidents Cup, Gr.1 PA - (1) -Somoud (2022)
- Liwa Oasis, Gr.2 PA - (1) -Hameem (2022)
- Mahab Al Shimaal, Gr.3 - (1) -Jordan Sport (2018)
- Mazrat Al Ruwayah, Gr.2 PA - (1) -Af Almomayaz (2023)
- Ras Al Khor, Gr.3 - (1) -Fort Payne (2024)
- Singspiel Stakes, Gr.2 - (1) -Lord Glitters (2021)
- The Madjani Stakes, Gr.2 PA - (1) -RB Rich Lyke Me (2023)
- UAE Oaks, Gr.3 - (2) -Shahama (2022), Manama Gold (2024)